# آسیاب دوم دیل
آسیاب دوم دیل مربوط به سده‌های متأخر دوران‌های تاریخی پس از اسلام است و در شهرستان گچساران، بخش مرکزی، دهستان بویر احمد گرمسیری، روستای دیل واقع شده و این اثر در تاریخ ۳ خرداد ۱۳۸۶ با شمارهٔ ثبت ۱۹۱۳۵ به‌عنوان یکی از آثار ملی ایران به ثبت رسیده است.